# Mistrzostwa Świata Mężczyzn w Curlingu 1977
Mistrzostwa Świata Mężczyzn w Curlingu 1977 zostały rozegrane w dniach 28 marca–3 kwietnia w Färjestads Ishall znajdującym się w Karlstad (Szwecja). Rywalizowało ze sobą 10 reprezentacji.

## Reprezentacje
| Kraj              | Reprezentanci                                                    |
| ----------------- | ---------------------------------------------------------------- |
| Dania             | Tommy Stjerne, Oluf Olsen, Steen Hansen, Peter Andersen          |
| Francja           | Pierre Boan, Pierre Duclos, Honore Brangi, Jean-Claude Gachet    |
| Kanada            | Jim Ursel, Art Lobel, Don Aitken, Brian Ross                     |
| RFN               | Klaus Kanz, Manfred Schulze, Hans Österreicher, Jan Eckhart      |
| Norwegia          | Kristian Sørum, Eigil Ramsfjell, Gunnar Meland, Gunnar Sigstadsø |
| Stany Zjednoczone | Bruce Roberts, Paul Pustovar, Gary Kleffman, Jerry Scott         |
| Szkocja           | Ken Horton, Willie Jamieson, Keith Douglas, Richard Harding      |
| Szwajcaria        | Jon Carl Rizzi, Marcus Florinett, Jon Corradin, Werner Bundi     |
| Szwecja           | Ragnar Kamp, Håkan Rudström, Björn Rudström, Christer Mårtensson |
| Włochy            | Giuseppe Dal Molin, Andrea Pavani, Giancarlo Valt, Enea Pavani   |

## Wyniki

### Klasyfikacja końcowa
| #  | Kraj              |
| -- | ----------------- |
| 1  | Szwecja           |
| 2  | Kanada            |
| 3  | Szkocja           |
| 4  | Stany Zjednoczone |
| 5  | Szwajcaria        |
| 6  | Norwegia          |
| 7  | Włochy            |
| 8  | RFN               |
| 9  | Francja           |
| 10 | Dania             |

### Finał
|         | Wynik |        |
| ------- | ----- | ------ |
| Szwecja | 8 - 5 | Kanada |

### Półfinał
|                   | Wynik |         |
| ----------------- | ----- | ------- |
| Szkocja           | 5 - 8 | Kanada  |
| Stany Zjednoczone | 0 - 5 | Szwecja |

### Round Robin
| Sesja |                   | Wynik  |                   |
| ----- | ----------------- | ------ | ----------------- |
| 1     | Włochy            | 7 - 10 | Szwecja           |
|       | Norwegia          | 5 - 7  | Szwajcaria        |
|       | Szkocja           | 7 - 5  | Dania             |
|       | Francja           | 5 - 8  | Stany Zjednoczone |
|       | Kanada            | 9 - 3  | RFN               |
| 2     | Szkocja           | 6 - 3  | RFN               |
|       | Szwecja           | 6 - 8  | Francja           |
|       | Szwajcaria        | 6 - 8  | Kanada            |
|       | Dania             | 5 - 6  | Włochy            |
|       | Stany Zjednoczone | 6 - 5  | Norwegia          |
| 3     | Stany Zjednoczone | 5 - 8  | Kanada            |
|       | RFN               | 5 - 8  | Włochy            |
|       | Norwegia          | 5 - 6  | Szwecja           |
|       | Szkocja           | 3 - 6  | Szwajcaria        |
|       | Francja           | 8 - 7  | Dania             |
| 4     | Francja           | 3 - 12 | Szwajcaria        |
|       | Kanada            | 7 - 3  | Dania             |
|       | Włochy            | 3 - 7  | Stany Zjednoczone |
|       | RFN               | 5 - 6  | Norwegia          |
|       | Szwecja           | 12 - 1 | Szkocja           |
| 5     | RFN               | 3 - 6  | Stany Zjednoczone |
|       | Włochy            | 5 - 6  | Norwegia          |
|       | Francja           | 4 - 5  | Szkocja           |
|       | Szwecja           | 7 - 4  | Kanada            |
|       | Dania             | 4 - 7  | Szwajcaria        |
| 6     | Szwecja           | 7 - 2  | Dania             |
|       | Szwajcaria        | 9 - 8  | RFN               |
|       | Kanada            | 5 - 6  | Norwegia          |
|       | Włochy            | 8 - 4  | Francja           |
|       | Szkocja           | 7 - 2  | Stany Zjednoczone |
| 7     | Szwajcaria        | 7 - 9  | Włochy            |
|       | Stany Zjednoczone | 2 - 8  | Szwecja           |
|       | Dania             | 2 - 6  | RFN               |
|       | Kanada            | 5 - 4  | Szkocja           |
|       | Norwegia          | 12 - 3 | Francja           |
| 8     | Kanada            | 5 - 4  | Francja           |
|       | Włochy            | 3 - 8  | Szkocja           |
|       | Stany Zjednoczone | 7 - 5  | Szwajcaria        |
|       | Norwegia          | 7 - 1  | Dania             |
|       | RFN               | 4 - 8  | Szwecja           |
| 9     | Norwegia          | 5 - 6  | Szkocja           |
|       | Dania             | 0 - 8  | Stany Zjednoczone |
|       | RFN               | 11 - 8 | Francja           |
|       | Szwajcaria        | 2 - 8  | Szwecja           |
|       | Włochy            | 4- 10  | Kanada            |